# Charlotte Stuart
Pour les articles homonymes, voir Stuart.
Charlotte Stuart, appelée duchesse d'Albany, née le 29 octobre 1753 à Liège et morte le 17 novembre 1789, était la fille illégitime du deuxième prétendant au trône jacobite, Charles Édouard Stuart, et son unique enfant à survivre à l'enfance.
Sa mère Clementina Walkinshaw fut la maîtresse du prince Stuart, petit-fils de Jacques II-VII, de 1752 à 1760. Après des années d'abus, Clementina le quitta, emmenant Charlotte avec elle. Charlotte passa la plus grande partie de sa vie dans les couvents français, à l'écart d'un père qui refusait de prendre des dispositions pour elle. Il lui était impossible de se marier, elle devint elle-même la mère d'enfants illégitimes, prenant pour amant Ferdinand-Maximilien-Mériadec de Rohan, archevêque de Bordeaux et de Cambrai.
Elle se réconcilia finalement avec son père qui la légitima le 30 mars 1783 et la fit duchesse d'Albany dans la pairie jacobite (en). Son titre fut enregistré à Paris par le roi Louis XVI le 7 septembre 1784, qui lui accorda le privilège de « s'asseoir sur un tabouret » en présence de la reine de France. Elle laissa ses propres enfants à sa mère et s'en fut aider son père dans les dernières années de sa vie, d'abord à Florence où elle se rendit le 30 novembre 1784, puis à Rome jusqu'à la mort de son père le 30 janvier 1788. Malade, elle se retira alors à Bologne avec son amie la marquise Giulia Lambertini-Bovio, où elle mourut à l'âge de 36 ans en 1789.
Elle fut inhumée dans l'église San Biagio où une plaque de marbre fut posée sur sa tombe. Le sanctuaire fut détruit par les troupes françaises en 1797 et on ignore où ses restes ont été réinhumés. Son oncle le cardinal Henri Benoît Stuart annonça lui-même la mort de sa « royale nièce » aux cours européennes. Sa mère Clementina lui survécut jusqu'en 1802.
Ses trois enfants furent élevés dans l'anonymat. Cependant, en tant que seuls petits-enfants du Jeune Prétendant, ils firent l'objet d'un intérêt jacobite depuis que leur lignée fut découverte au XXe siècle.

## Biographie

### Origines

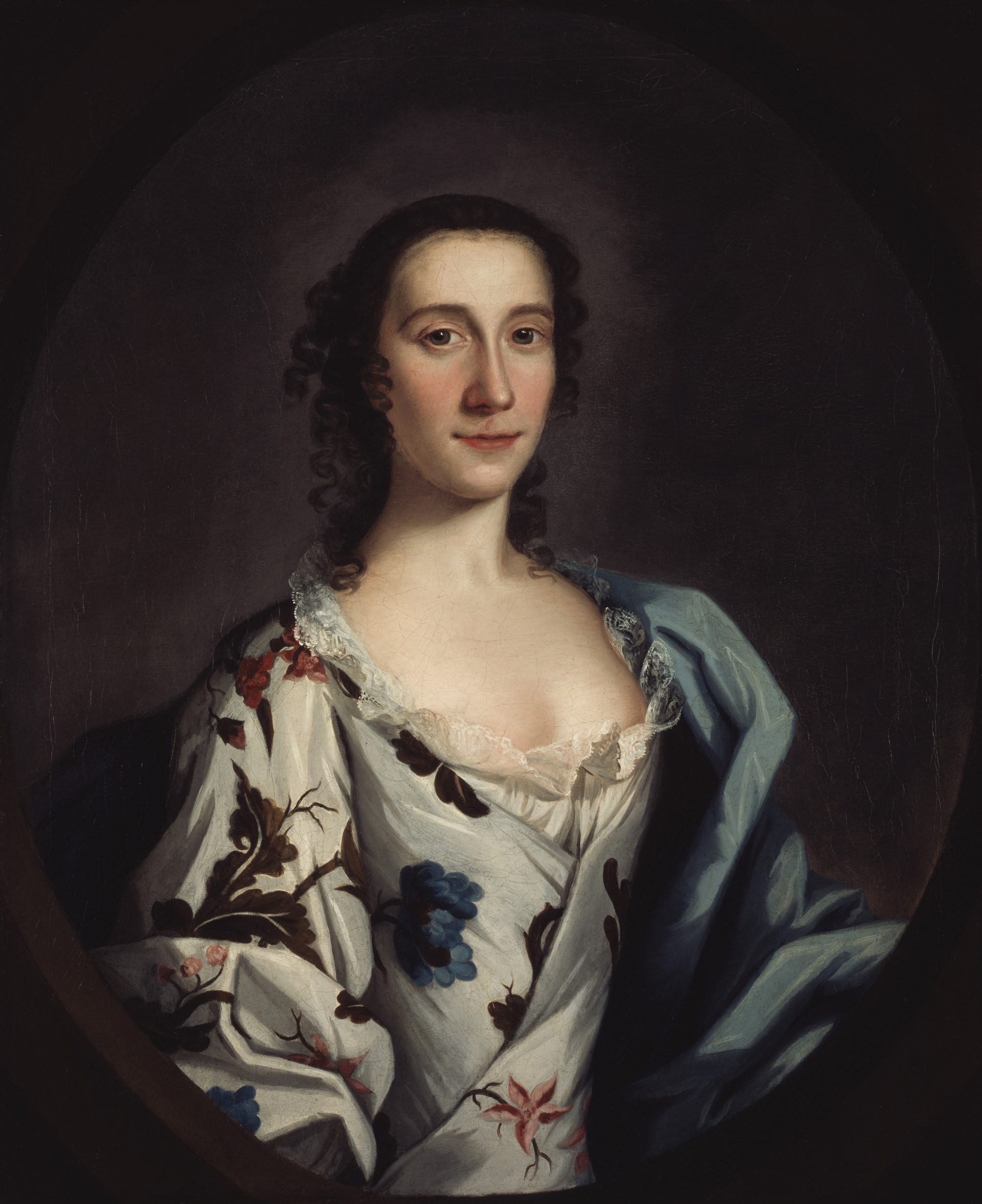
Clementina Walkinshaw (vers 1740-1745)

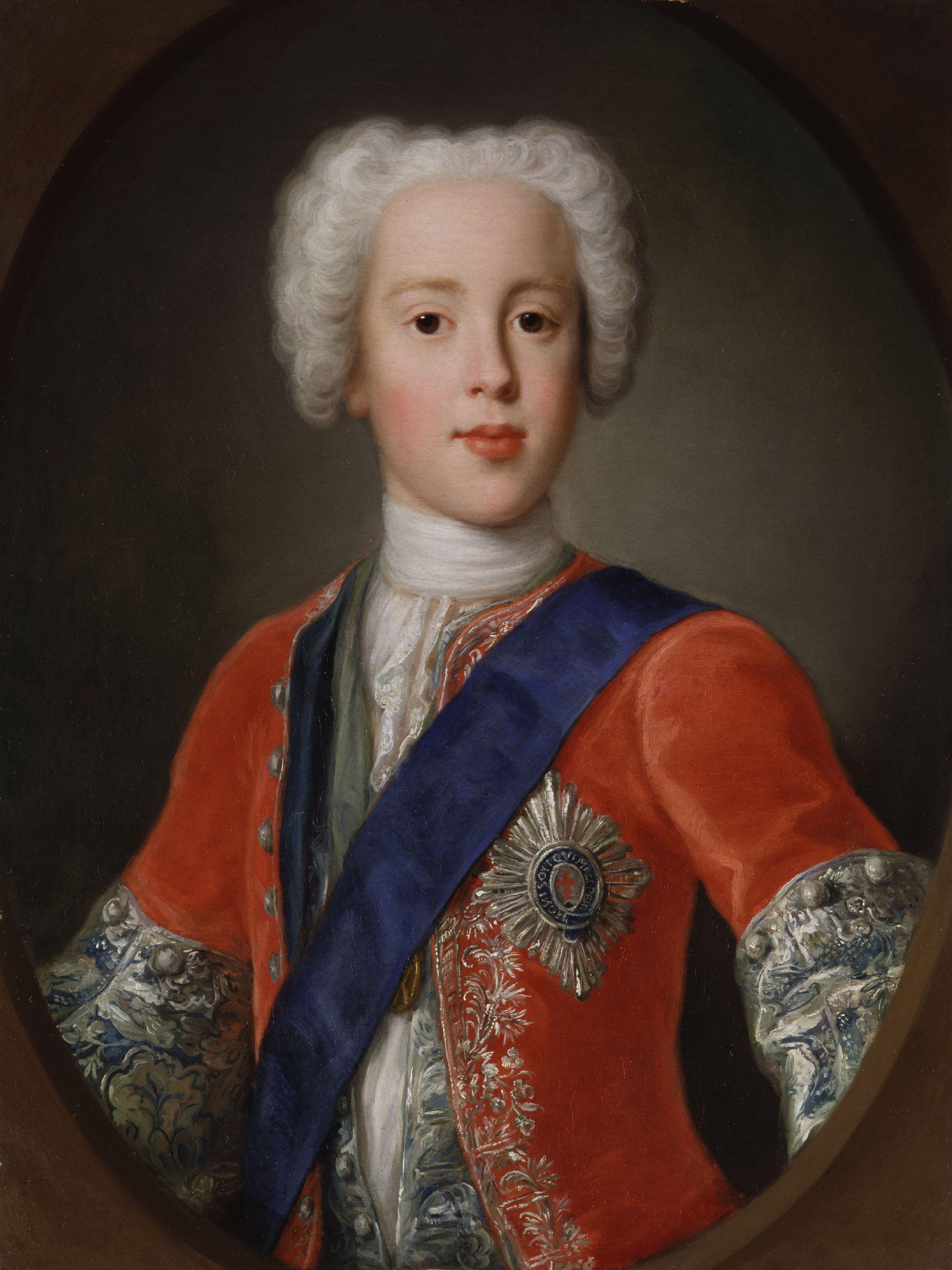
Charles Édouard Stuart (avant 1750)

Charles Édouard Stuart et Clementina Walkinshaw, les parents de Charlotte, se rencontrèrent lors de la rébellion jacobite de 1745, durant laquelle Charles Édouard tenta de s’emparer des trônes d’Angleterre, d’Écosse et d’Irlande perdus en 1689 par son grand-père Jacques II et VII. Clementina (1720-1802) était la plus jeune des dix filles de John Walkinshaw de Barrowhill (1671-1731). Sa famille possédait les terres de Barrowfield (en) et de Camlachie (en). Épiscopalien et jacobite, son père, riche marchand de Glasgow, avait défendu le père du prince lors du soulèvement de 1715 et avait été capturé à la bataille de Sheriffmuir. Il avait réussi à s’évader du château de Stirling pour s’enfuir en Europe. Gracié par le gouvernement britannique en 1717, il était revenu à Glasgow, où Clementina vit probablement le jour. Elle fut toutefois principalement élevée en Europe et se convertit par la suite au catholicisme. Dans les premiers jours de janvier 1746, le prince se rendit chez le baronnet Hugh Paterson, à Bannockburn près de Stirling, où il fit la connaissance de Clementina, la nièce de Paterson, qui résidait alors chez son oncle. Il revint plus tard dans le mois pour s’y faire soigner par Clementina, sans doute d’un rhume. Ils n’étaient alors probablement pas amants, puisque la jeune fille vivait sous la protection de son oncle.
En avril 1746, l’échec de sa révolte à Culloden contraint Charles Édouard à fuir l’Écosse pour la France. Dans les années qui suivirent, il entretint une liaison scandaleuse avec sa cousine germaine de vingt-deux ans, Louise de Montbazon, qui était mariée à son plus proche ami — Jules Hercule Mériadec de Rohan, frère aîné de l'archevêque Ferdinand-Maximilien-Mériadec que nous allons rencontrer bientôt — et qu’il abandonna quand elle tomba enceinte. Il fut ensuite, en 1748, l’amant de la princesse de Talmont — Maria Ludovica Jablonowska (1711-1773), femme d'Anne-Charles-Frédéric prince de Talmont, bru de Frédéric-Guillaume, prince de Talmont, lui-même fils cadet du duc Henri-Charles de La Trémoille-Thouars — âgée d’une quarantaine d’années. En 1752, il apprit que Clementina se trouvait à Dunkerque, en proie à des difficultés financières, et lui fit don de 50 louis. Il envoya ensuite Henry Goring pour la supplier de se rendre à Gand pour y devenir sa maîtresse. Goring décrivit Clementina comme une « mauvaise femme », se plaignit d’en être réduit à jouer les « maquereaux » et quitta le service de Charles Édouard peu de temps après. Clementina s’installa avec le prince avant novembre 1752 et resta sa maîtresse durant les huit années suivantes. Le couple déménagea à Liège où Charlotte, leur seul enfant, naquit le 29 octobre 1753 et fut baptisée dans la foi catholique à l’église Notre-Dame-aux-Fonts.

### Enfance

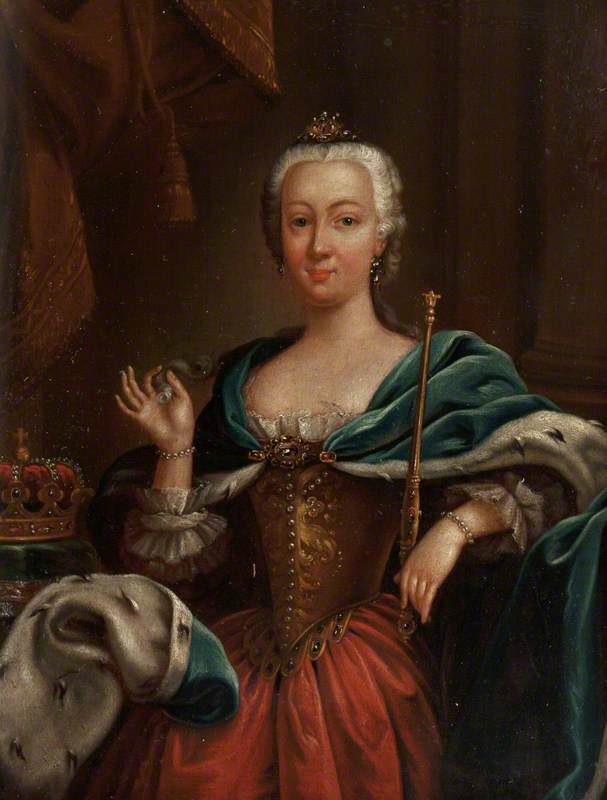
La princesse Louise de Stolberg-Gedern, belle-mère de Charlotte (vers 1772).

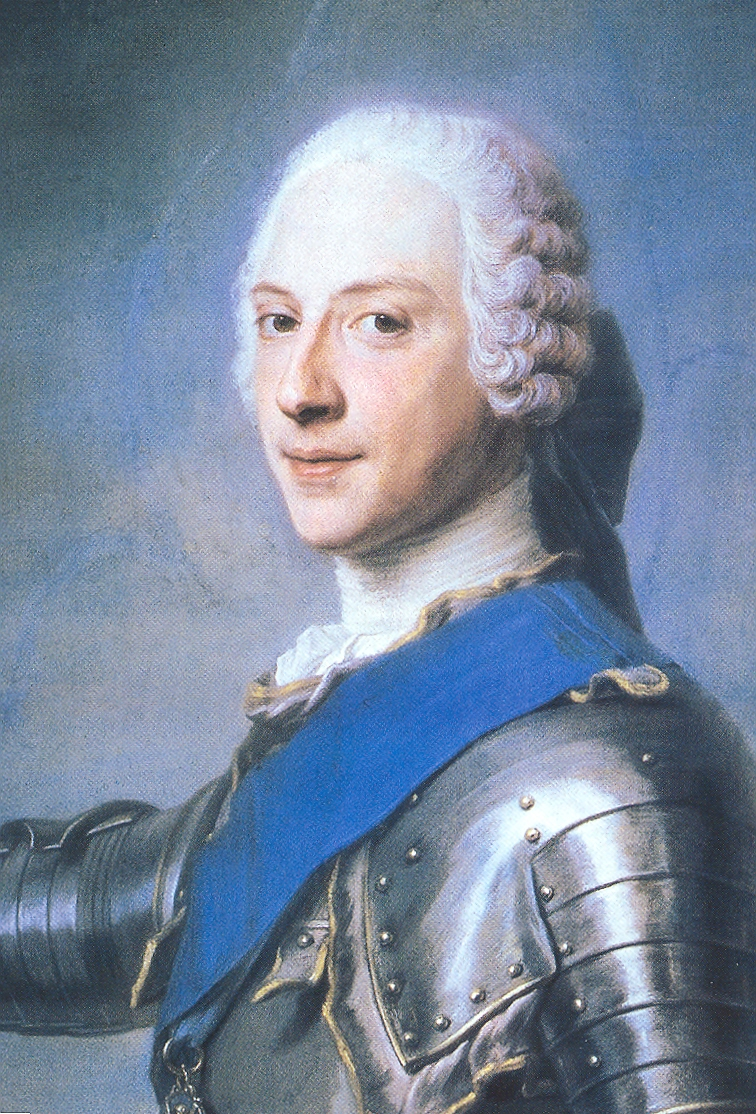
Le cardinal Henri Benoît Stuart, l'oncle de Charlotte (portrait par Quentin de La Tour, 1746-1747).

La relation entre le prince et sa maîtresse était désastreuse. Au début de leur cohabitation, Charles était déjà un alcoolique violent et désillusionné. Par la suite, il devint  maladivement possessif envers Clementina,. Souvent loin de chez lui, il évoquait rarement sa fille. Les lieutenants du prince consignèrent de violentes disputes publiques entre les deux conjoints au cours d’un séjour temporaire à Paris, ainsi que les dégâts causés à la réputation de Charles Édouard par son alcoolisme et son mauvais caractère. En 1760, le couple s’installa à Bâle. Clementina, qui ne supportait plus l’alcoolisme de Charles Édouard et leur style de vie nomade, contacta le père de Charles Édouard, Jacques François Stuart, alias le chevalier de St-George ou le Vieux Prétendant, fervent catholique, et lui fit part de son désir d’assurer une éducation catholique à Charlotte (Charles Édouard avait abandonné la foi catholique pour rejoindre l’Église anglicane au cours d’une visite à Londres incognito en 1750) et de se retirer dans un couvent. Jacques François accepta de verser 10 000 livres par an à Clementina et l’aurait aidée à tromper la vigilance de Charles Édouard et à rejoindre le couvent de la Visitation de la rue Saint-Antoine à Paris en juillet 1760 avec sa fille Charlotte, âgée de sept ans. Clementina laissa une lettre à Charles Édouard dans laquelle elle lui exprimait son dévouement, mais se plaignait également d’avoir dû s’enfuir, craignant pour sa vie. Furieux, Charles Édouard fit circuler le signalement des deux fugitives, sans succès.
Au cours des douze années suivantes, Clementina et Charlotte vécurent dans plusieurs couvents français grâce à la pension versée par Jacques François Stuart. Charles Édouard ne pardonna jamais à Clementina de lui avoir enlevé Charlotte et refusa obstinément de les aider financièrement. Après la mort de Jacques François 1er janvier 1766, Charles Édouard, qui se considérait dès lors roi de droit comme Charles III d’Écosse, d’Angleterre et d’Irlande, continua à refuser de couvrir les dépenses des deux femmes. Clementina, qui se faisait appeler la comtesse Alberstroff, fut contrainte de demander de l’aide au frère de Charles Édouard, le cardinal Henri Benoît Stuart. Henri lui accorda une pension de 5 000 livres, mais lui arracha en retour une déclaration indiquant qu’elle n’avait jamais été mariée à Charles-Édouard, document qu’elle tenta par la suite de faire annuler. Cette pension moins élevée les força à vivre plus sobrement dans le couvent de Notre-Dame à Meaux.
En 1772, Charles Édouard, alors âgé de cinquante-et-un ans, épousa la princesse Louise de Stolberg-Gedern, âgée de dix-neuf ans, soit un an à peine de plus que Charlotte. En raison de ce mariage, Charlotte, qui vivait dans le dénuement et écrivait activement à son père, devint désespérée et enjoignit Charles-Édouard de la légitimer, de la soutenir financièrement et de l’emmener à Rome avant qu’un héritier légitime puisse naître. En avril 1772, Charlotte écrivit ainsi une lettre touchante aussi bien que suppliante à son « auguste Papa », qui fut envoyée via le directeur du collège des Écossais à Rome. Charles-Édouard résidait à cette époque au palais Muti de Rome, la résidence des Stuart en exil. Il céda aux suppliques de sa fille et lui proposa de venir à Rome, à condition qu’elle laissât sa mère en France. Fidèle à sa mère, Charlotte refusa et Charles-Édouard, furieux, mit fit à leur correspondance.

### Maîtresse d’un archevêque

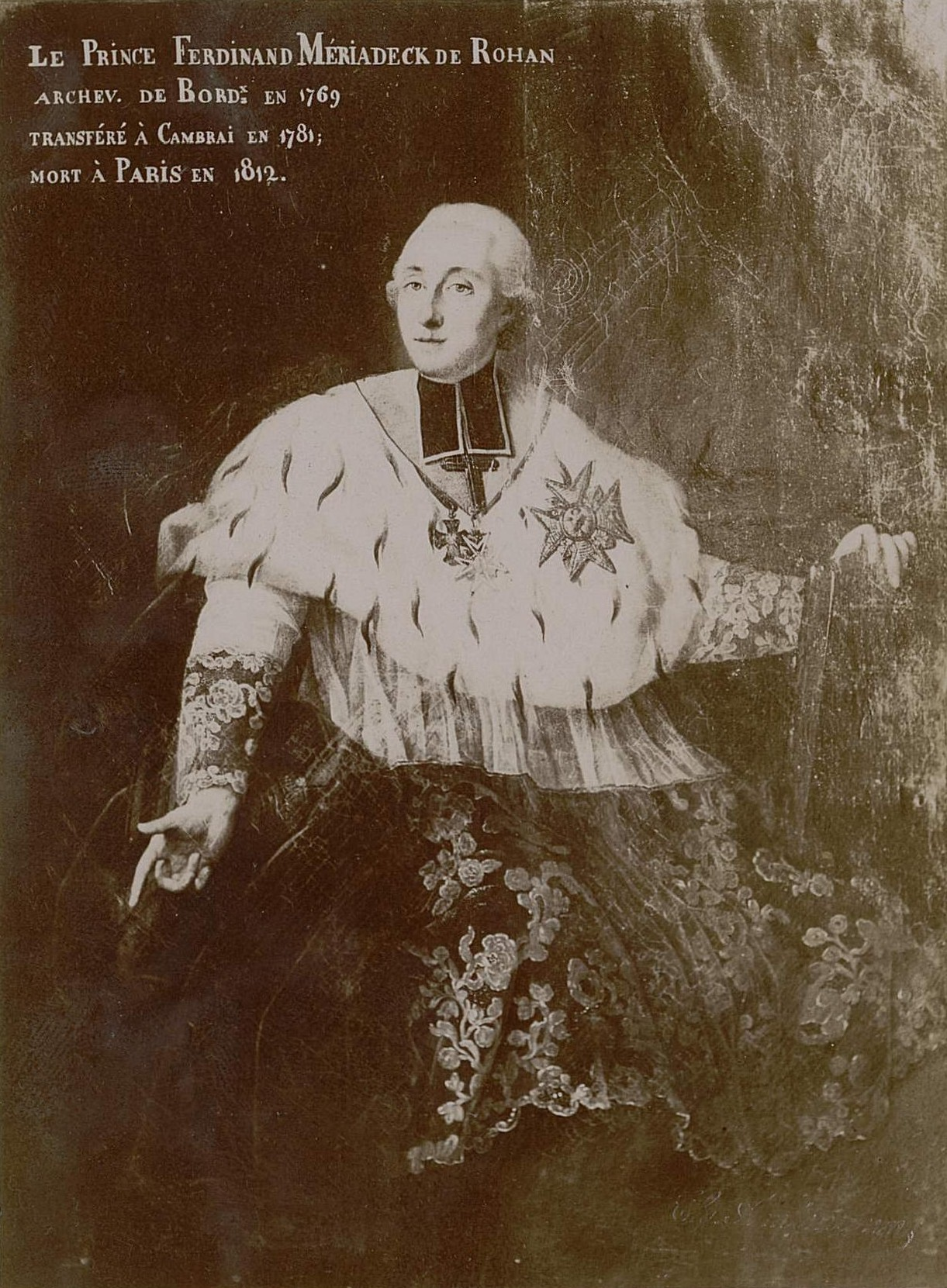
L'archevêque Ferdinand de Rohan, amant de Charlotte.

Vers la fin de l’année 1772, Clementina et Charlotte se rendirent à Rome de manière impromptue pour défendre leur cause en personne, un voyage qui aggrava encore les dettes de Clementina. Le prince réagit avec colère, refusant de seulement les voir, et les contraignit à retourner en France où Charlotte recommença à lui adresser des lettres implorantes. Trois ans plus tard, Charlotte, âgée de vingt-deux et déjà de santé fragile (elle aurait souffert du foie, courant dans la famille Stuart), conclut que son salut viendrait d’un mariage rapide. Charles refusa toutefois de lui donner la permission de se marier ou de devenir religieuse, et elle dut se résoudre à se conformer à ses désirs. 
Faute de légitimité comme de permission, Charlotte ne pouvait se marier et se mit donc en quête d’un protecteur susceptible de pouvoir à ses besoins. Elle devint la maîtresse de Ferdinand-Maximilien-Mériadec de Rohan, archevêque de Bordeaux puis de Cambrai, probablement à l'insu de son père. Ferdinand de Rohan, apparenté par le sang à la maison des Stuart comme à celles de Bourbon et de Lorraine, ne pouvait pas non plus se marier légalement et était entré dans les ordres comme il était de coutume pour les fils cadets de maisons nobles. Charlotte et lui eurent trois enfants : deux filles, Marie-Victoire et Charlotte, et enfin un fils, Charles-Édouard. L’existence de ces enfants fut gardée secrète et resta largement méconnue jusqu'au XXe siècle. À son départ pour Florence, peu de temps après la naissance de son fils, Charlotte confia les enfants à sa mère. Il semble que son père n’ait en revanche jamais eu vent de leur existence.

### Compagne de son père

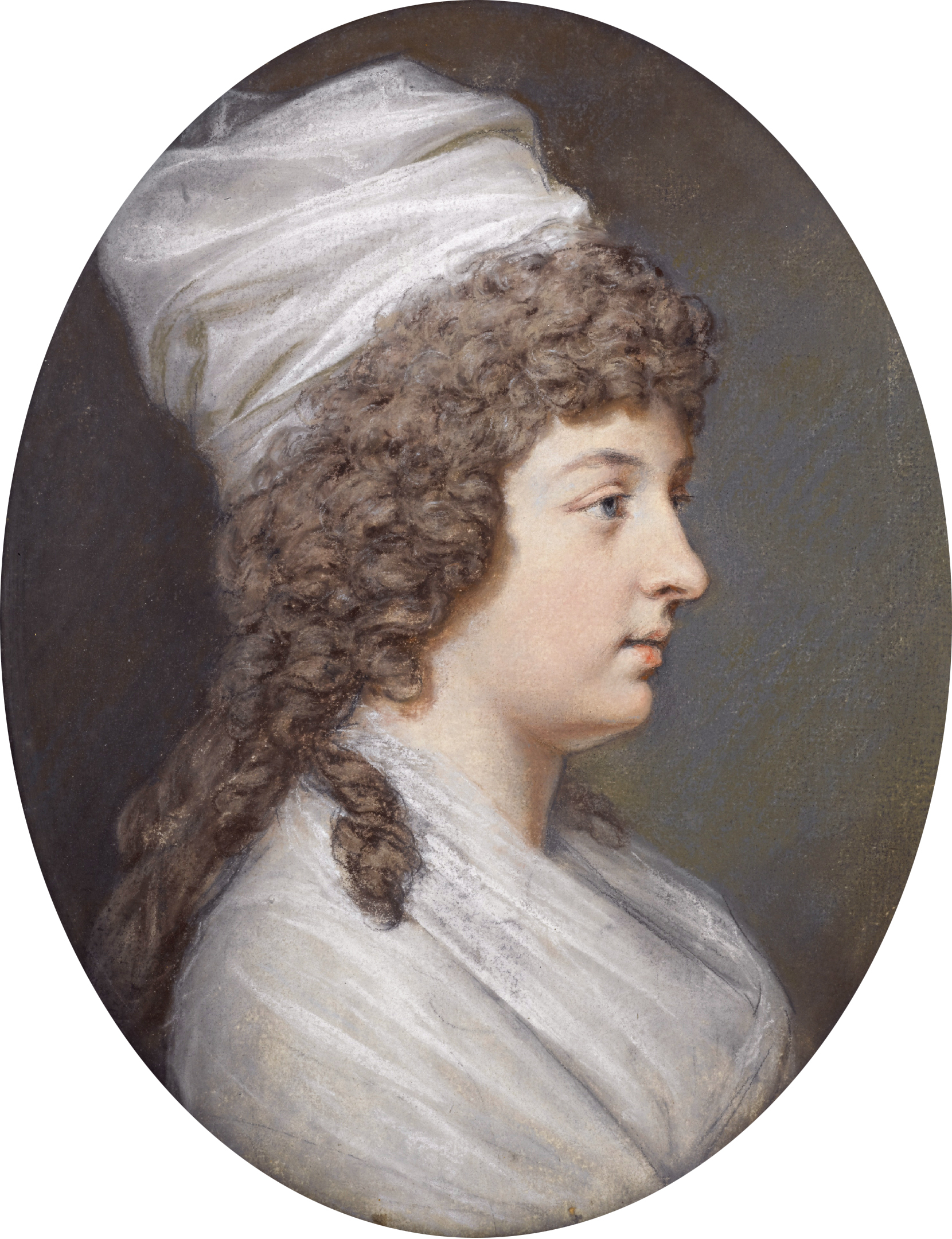
Charlotte Stuart (portrait par Hugh Douglas Hamilton).

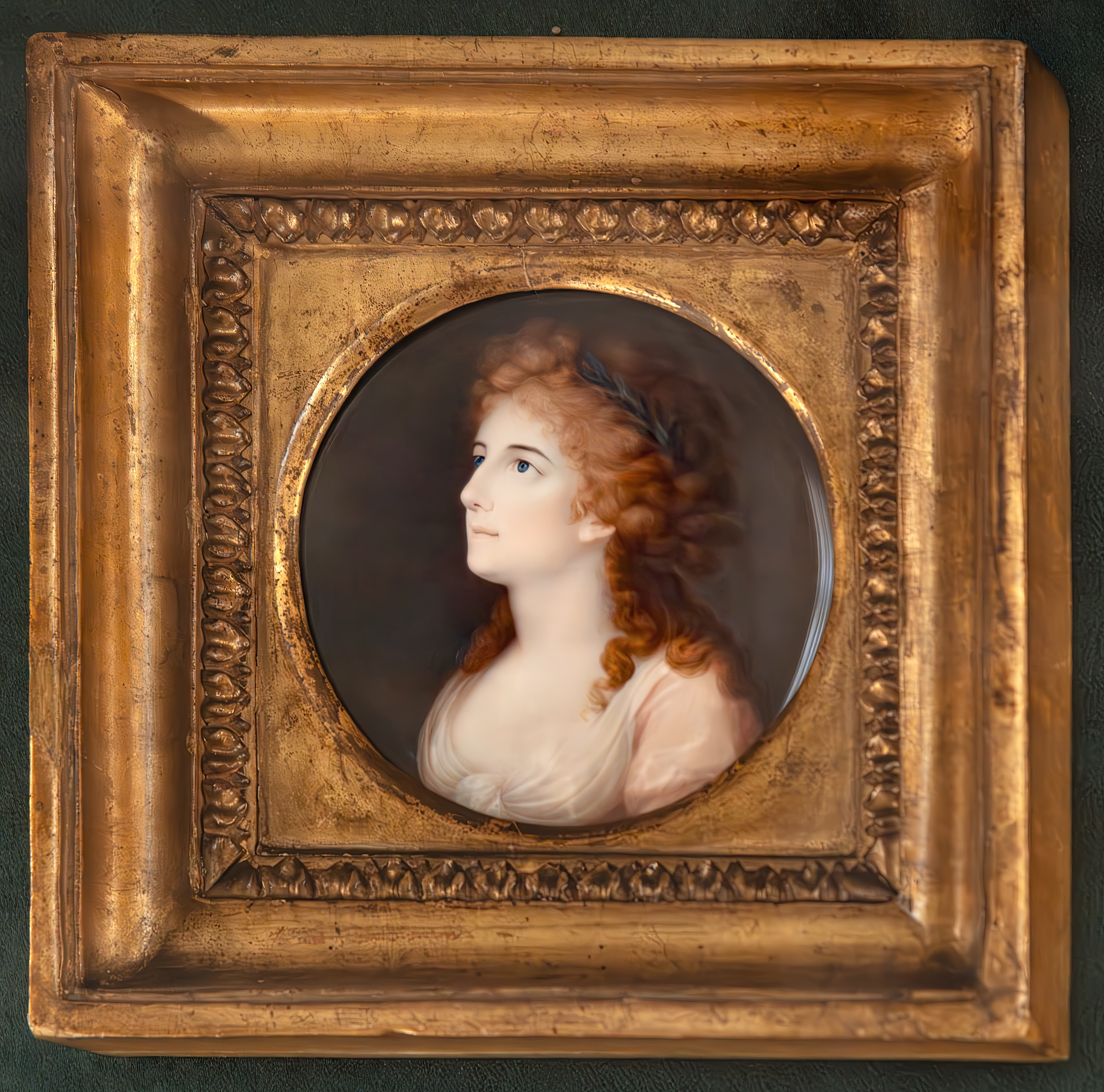
Charlotte Stuart par François Dumont, Musée Correr.

Charles Édouard ne s’intéressa à nouveau à sa fille Charlotte qu’après être tombé grièvement malade et avec la fin de son mariage avec Louise de Stolberg-Gedern, resté sans postérité. Charlotte avait alors trente ans et n’avait pas revu son père depuis ses sept ans. Le 23 mars 1783, il modifia son testament pour faire d’elle son héritière et, une semaine plus tard, il signa son acte de légitimation. Cet acte, qui la reconnaissait comme sa fille naturelle et lui permettait de prétendre à sa succession d’ordre privé, fut envoyé à Louis XVI. Henri Stuart contesta cette légitimation qu’il jugeait irrégulière et susceptible de troubler la succession. Il fallut attendre le 6 septembre 1787 pour que Louis XVI confirmât l’acte et le fît enregistrer au Parlement de Paris.
En juillet 1784, Charles Édouard se sépara légalement de sa femme Louise. Il convoqua Charlotte à Florence où il résidait alors et, en novembre, l’installa dans le palais Guadagni (it) sous le titre de duchesse d’Albany, avec le prédicat d'Altesse Royale. Il la fit également membre de l’ordre du Chardon. En raison de l’illégitimité de sa naissance, Charlotte n’avait toujours aucun droit sur la revendication des Stuart sur les royaumes britanniques. Toutefois, à cette époque, cette revendication ne pesait guère lourd, les dirigeants européens ayant cessé depuis longtemps de prendre Charles Édouard au sérieux ; même le pape Pie VI refusait de reconnaître son titre royal. Charles Édouard en était réduit à se donner le titre de comte d’Albany.
La très faible probabilité d’une restauration des Stuart n’empêcha pas le prince de présenter Charlotte comme la prochaine génération de cette cause. Il fit frapper des médailles pour elle avec une allégorie de l’Espoir, une carte d’Angleterre et les armes des Stuart portant des légendes comme Spes tame est una, « il existe un espoir ». Il fit également idéaliser les traits de sa fille : un dessin à la craie de style néo-classique fut commandé à l’artiste écossais Gavin Hamilton, tandis que Hugh Douglas Hamilton réalisait d’elle un portrait flatteur avec une tiare.
Charles Édouard introduisit sa fille dans la bonne société et l’autorisa à porter les célèbres bijoux de sa propre mère, Marie-Clémentine Sobieska. Charlotte demandait sans cesse des bijoux ou de l’argent à son père, sans grand succès, probablement pour subvenir aux besoins de sa propre mère et de ses enfants. Dans le mois suivant son arrivée à Florence, elle avait toutefois persuadé son père de prendre soin de Clementina. Charlotte avait vainement espéré que Charles l’autorise à faire venir sa mère à Rome. Cette dernière lui manquait, de même que ses enfants, comme le montre la correspondance nourrie de Charlotte à sa mère qui compte plus de cent lettres en un an. Ces lettres témoignent également de la crainte de Charlotte que Ferdinand-Mériadec de Rohan ne prenne une autre maîtresse pendant qu’elle attendait la mort de son père.

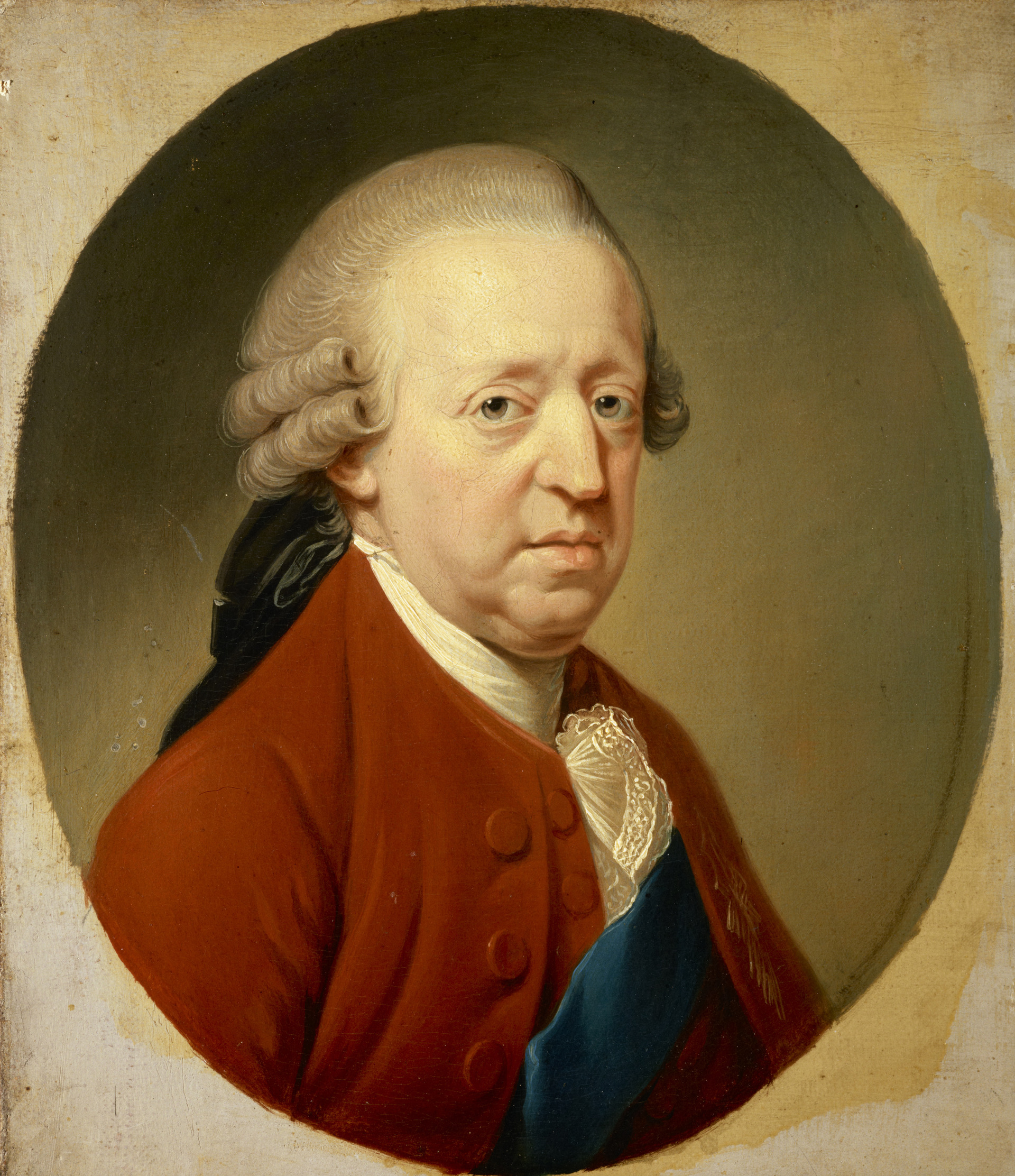
Charles Édouard Stuart (portrait par Hugh Douglas Hamilton, vers 1785).

En 1784, lorsque Charlotte vint vivre avec Charles Édouard, celui-ci avait profondément sombré dans l’alcoolisme, avec des conséquences graves sur son état mental et physique ; il ne se déplaçait plus qu’en litière. Charlotte jugea son aspect physique répugnant. Sa propre santé était également médiocre : elle souffrait déjà de l’obstruction du foie qui causerait sa mort. Peu après son arrivée à Florence, elle fut contrainte de faire retoucher ses vêtements en raison d’une protubérance.
En décembre 1785, Charlotte fit appel à son oncle Henri Stuart pour faire rentrer Charles au palais Muti de Rome. Elle continua à prendre soin de son père jusqu’à sa mort d’une crise cardiaque, le 31 janvier 1788. La portée de son sacrifice pour lui fut considérable : elle était déchirée entre son affection évidente pour son père et celle qu’elle portait à sa mère et à ses trois enfants restés à Paris.

### Derniers mois
Charlotte ne survécut à son père que vingt-deux mois et ne revit jamais ses enfants. Victime d'une chute de cheval, elle fut envoyée prendre les eaux en Ombrie, mais son état ne s’améliora pas. Le 9 octobre 1789, elle se rendit chez son amie la marquise Giulia Lambertini-Bovio au palais Vizzani Sanguinetti (l'actuel palais Ranuzzi (en)), à Bologne. Elle y mourut d’un cancer du foie le 17 novembre 1789, à l’âge de trente-six ans. Dans son testament, rédigé trois jours avant sa mort, elle laissa à sa mère Clementina la somme de 50 000 livres, ainsi qu’une rente annuelle de 15 000 livres. Il fallut toutefois deux ans à son exécuteur testamentaire, Henri Stuart, pour verser l’argent. Celui qui était, depuis la mort de son frère aîné en 1788, considéré comme le roi Henri IX par les jacobites, n’accepta en effet de remettre cette somme qu’en contrepartie d’un renoncement de Clementina, en son nom et en celui de ses descendants, à toute revendication ultérieure sur l’héritage. Charlotte fut enterrée dans l’église de San Biagio, près de son lieu de décès. En 1797, l’église fut démolie par les Français et les restes de Charlotte transférés à l'Oratorio della Santissima Trinita. Lorsque celui-ci ferma en 1961, son monument et peut-être aussi sa dépouille furent déplacés non loin, à la Chiesa della Santissima Trinita,.

## Postérité

### Descendance

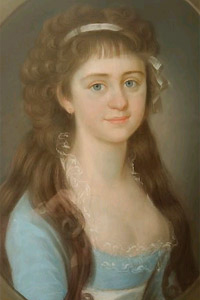
Marie-Victoire de Rohan (1779-1836) Mademoiselle de Thorigny

Les trois enfants de Charlotte demeurèrent inconnus durant de nombreuses années car il était alors communément admis que la lignée descendant directement de Jacques II d'Angleterre et de Marie de Modène avait disparu avec la mort d'Henri Stuart en 1807. Cependant, au cours de la première moitié du XXe siècle, les historiens Alasdair et Hetty Tayler (en) ont révélé l’existence des deux filles et du fils de Charlotte. L’historien George Sherburn a ensuite découvert les lettres de Charlotte à sa mère et s'en servit pour écrire sa biographie de Charles Édouard.
Clementina aurait vécu à Fribourg en Suisse jusqu’à sa mort en 1802 et aurait délibérément maintenu les enfants de Charlotte dans l’anonymat. Leurs identités étaient dissimulées sous une série de pseudonymes et ne furent pas même mentionnées dans le testament détaillé de Charlotte. Ce testament faisait uniquement référence à Clementina et au désir de sa fille qu’elle subvienne aux besoins de ses relations dans le besoin. Le secret entourant l'existence des enfants s’explique par le caractère hautement illicite de la relation entre l’archevêque Rohan et Charlotte, qui n’avaient pas le droit de se marier. La découverte de cette relation et des enfants aurait déclenché un scandale (les protestants auraient eu beau jeu de stigmatiser les frasques d'un prince de l'Église romaine avec une rejetonne des Stuarts catholiques, les enfants étant de surcroît bâtards d'une bâtarde). 
Marie Victoire Adélaïde, née en 1779, et Charlotte Maximilienne Amélie, née en 1780, auraient été confiées à Thomas Coutts, un banquier londonien et parent éloigné de la famille Walkinshaw. Elles restèrent dans l’anonymat et se seraient tout simplement mêlées à la société anglaise. 
Le fils de Charlotte, Charles Édouard, né à Paris en 1784, aurait connu un destin différent. Se faisant appeler le Comte Roeshenstart (Rohan et Stuart combinés), il fut élevé par la famille de son père en Allemagne, devint un officier de l’armée russe et un général au service de l’Autriche. Il voyagea beaucoup et se rendit en Inde, en Amérique et dans les Caraïbes avant d’aller en Angleterre et en Écosse. Il racontait de telles histoires sur ses origines et ses aventures que peu crurent à ses prétentions de parenté royale. En effet, ce n’est qu’au XXe siècle que l’historien George Sherburn prouva qu’il était bien ce qu’il prétendait être. Charles Édouard mourut en Écosse en 1854, victime d’un accident de la route près du château de Stirling et fut enterré à la Cathédrale de Dunkeld où sa tombe est toujours visible . Il s’est marié deux fois mais n’eut aucun descendant. 
Il a parfois été avancé que le prince Charles Edouard aurait épousé Clementina Walkinshaw et que Charlotte aurait donc pu prétendre légalement à la succession de son père. Toutefois, il n’existe aucun registre permettant d’étayer cette affirmation et l’affidavit signé par Clementina le 9 mars 1767 réfute explicitement cette idée. Le rejet initial de Charlotte par son père plaide également à l’encontre de la légitimité de sa naissance. 

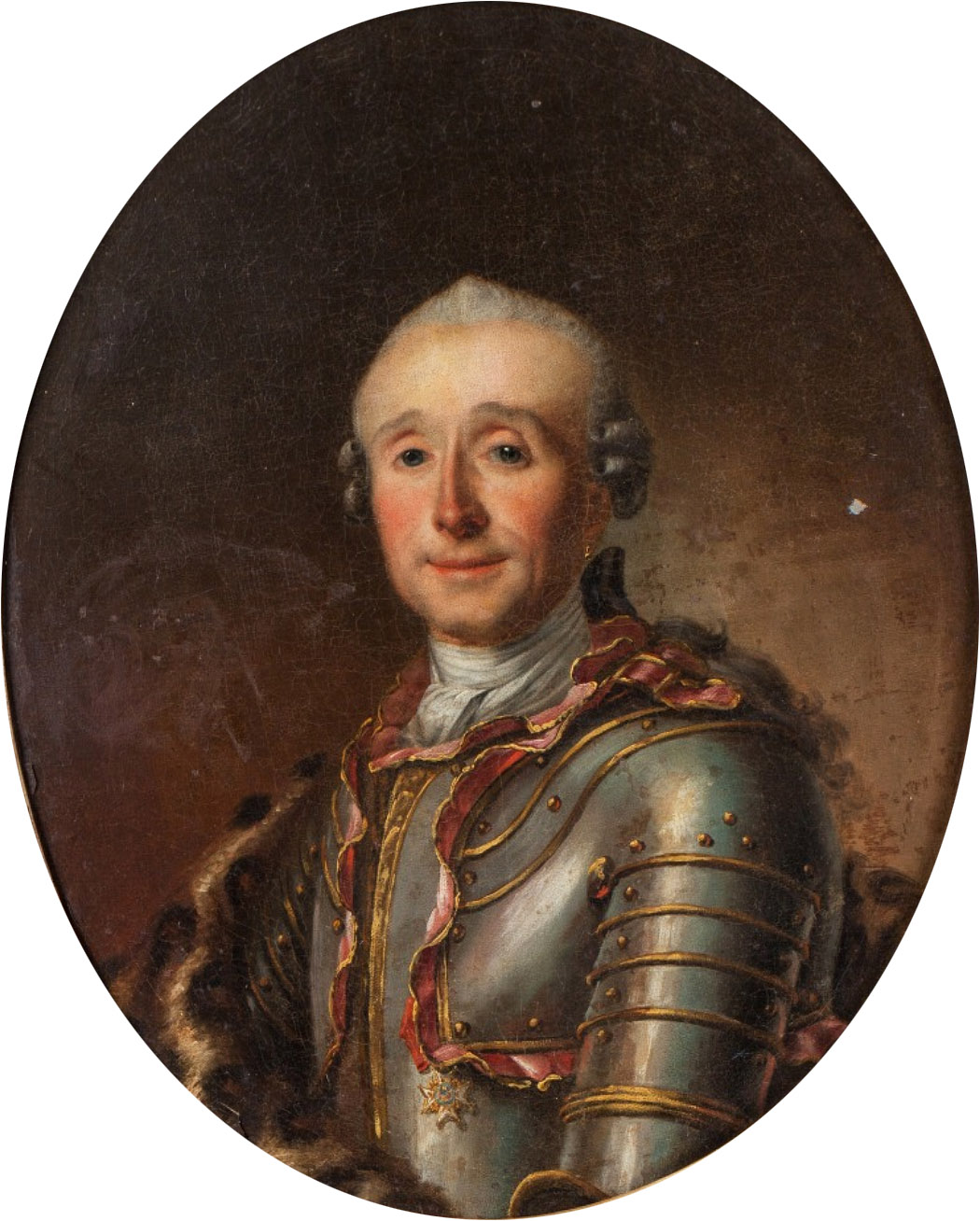
Jules Hercule Mériadec de Rohan, Prince de Guéméné, Duc de Montbazon (Portrait de Johann Ernst Heinsius, 1772

Il est généralement supposé que les filles de Charlotte moururent elles aussi sans postérité. Cependant, selon les recherches de Peter Pininski, la fille aînée de Charlotte, Marie Victoire Adélaïde (1779-1836?), eut une descendance. Dans son ouvrage de 2002, Pininski suggère qu’elle aurait été reconnue comme sa fille et donc légitimée par le duc de Montbazon Jules-Hercule de Rohan, le frère aîné de son vrai père l'archevêque, qui fut l’aide de camp d’Henri Stuart en 1745 et que nous avons vu plus haut cocufié par le Jeune Prétendant : le duc de Montbazon aurait ainsi donné à sa nièce une existence sociale. L’auteur affirme que la famille de Rohan s’éparpilla à la suite de la Révolution française et que Marie Victoire de Rohan fut confiée à des proches résidant en Pologne en 1793. Là-bas, elle aurait épousé un noble polonais Paul Anthony Louis Bertrand de Nikorowicz, décédé quatre ans après leur mariage. Ils auraient toutefois eu un fils, Antime de Nikorowicz. Marie Victoire se serait ensuite remariée deux fois, d’abord à Jacques (James Corbet) d’Auvergne, un capitaine de la marine britannique qui mourut après 14 mois d’union en février 1825 (demi-frère puîné de Philippe Dauvergne : cf. l'article La Tour d'Auvergne), puis à Jean de Pauw, un officier français. Antime de Nikorowicz eut un fils, Charles, et une fille, Julia Thérèse, qui épousa en 1853 le comte Léonard Pininski et devint ainsi la grand-mère du grand-père de l’auteur Peter (Piotr) Pininski (Julia Thérèse de Nikorowicz, 1833-93, x Léonard Pininski, 1824-86 < Alexandre Auguste, 1864-1902 < Mieczysław, 1895-1945 < Stanislas Jérôme, 1925-2009 < comte Peter/Piotr Pininski, né en 1956). La thèse dudit Pininski est considérée comme établie de façon « souvent indirecte, si ce n’est elliptique ». La famille Rohan comptait de nombreux membres qu’il est facile de confondre. Un ancien président de la Royal Stuart Society a cependant déclaré que les preuves apportées par Pininski semblaient authentiques. Le généalogiste Hugh Massingberd (en) décrit également le travail de Pininski comme le fruit d’un travail méticuleux.
Marie-Louise Backhurst a contesté la thèse de Pininski dans un article paru 2013 2021 2023[Quoi ?]. Backhurst défend l’idée selon laquelle la fille de Charlotte, toujours nommée Victoire-Adélaïde et non Marie-Victoire, se maria en 1804 à l’église Saint-Roch de Paris avec Théodore Marie de Saint-Ursin (1763-1818), un médecin militaire au service de Napoléon. Vers 1809 ou 1810, ils auraient donné naissance à Théodore Marie de Saint-Ursin dont la vie reste inconnue mais qui aurait résidé à Paris jusqu’à 1823 au moins, l’année du remariage de Victoire Adélaïde avec Corbet James d’Auvergne († en février 1825). Le lieu et la date de la mort de Victoire Adélaïde ne sont pas connus. Backhurst s’est penché sur les actes de baptême, de mariage et de décès de la femme de Paul Anthony Louis Bertrand de Nikorowicz, et en a conclu qu’il s’agirait plutôt d’une cousine germaine de Victoire Adélaïde, Marie-Victoire de Thorigny (1779-1836), qui pourrait être la fille illégitime effective de Jules-Hercule de Rohan (et non pas sa nièce, reconnue par lui par complaisance comme on l'a dit plus haut). Pour Pininski, les hypothèses de Backhurst sont moins fondées que les siennes puisqu’elles ont pour base la reconstitution, soixante-dix ans après son écriture originelle, d’un acte d’état civil perdu, et qu’aucun acte ne confirme la naissance du fils de Marie-Victoire tandis qu’il s’appuie lui-même sur des archives authentiques et est à même d'en décrire totalement le contexte.

### Tradition jacobite
Il fallut peu de temps à l’histoire de Charlotte Stuart pour entrer dans le folklore jacobite. Un contemporain proche, le poète écossais Robert Burns (1759-1796) écrivit nombre d’œuvres célébrant le romantisme tragique de la cause jacobite. Parmi elles, The Bonnie Lass of Albanie, est une complainte en l'honneur de Charlotte Stuart, probablement écrite à l’époque de sa mort. Des lettres de Burns à Robert Ainslie, non publiées, témoignent de la fascination du poète pour Charlotte, au point qu’il envisageait de nommer un de ses enfants illégitimes Charlotte.
This lovely maid's of nobel blood,

That ruled Albion's kingdoms three ;

But Oh, Alas! for her bonie face,

They hae wrang'd the lass of ALBANIE.

## Ascendance
|  |                                         |  |  |  |  |  |  |  |  |  |  |  |  |  |  |  |
|  | 8. Jacques II et VII                    |  |  |  |  |  |  |  |  |  |  |  |  |  |  |  |
|  |                                         |  |  |  |  |  |  |  |  |  |  |  |  |  |  |  |
|  |                                         |  |  |  |  |  |  |  |  |  |  |  |  |  |  |  |
|  | 4. Jacques François Stuart              |  |  |  |  |  |  |  |  |  |  |  |  |  |  |  |
|  |                                         |  |  |  |  |  |  |  |  |  |  |  |  |  |  |  |
|  |                                         |  |  |  |  |  |  |  |  |  |  |  |  |  |  |  |
|  | 9. Marie de Modène                      |  |  |  |  |  |  |  |  |  |  |  |  |  |  |  |
|  |                                         |  |  |  |  |  |  |  |  |  |  |  |  |  |  |  |
|  |                                         |  |  |  |  |  |  |  |  |  |  |  |  |  |  |  |
|  | 2. Charles Édouard Stuart               |  |  |  |  |  |  |  |  |  |  |  |  |  |  |  |
|  |                                         |  |  |  |  |  |  |  |  |  |  |  |  |  |  |  |
|  |                                         |  |  |  |  |  |  |  |  |  |  |  |  |  |  |  |
|  | 10. Jacques Louis Henri Sobieski        |  |  |  |  |  |  |  |  |  |  |  |  |  |  |  |
|  |                                         |  |  |  |  |  |  |  |  |  |  |  |  |  |  |  |
|  |                                         |  |  |  |  |  |  |  |  |  |  |  |  |  |  |  |
|  | 5. Marie-Clémentine Sobieska            |  |  |  |  |  |  |  |  |  |  |  |  |  |  |  |
|  |                                         |  |  |  |  |  |  |  |  |  |  |  |  |  |  |  |
|  |                                         |  |  |  |  |  |  |  |  |  |  |  |  |  |  |  |
|  | 11. Edwige-Élisabeth-Amélie de Neubourg |  |  |  |  |  |  |  |  |  |  |  |  |  |  |  |
|  |                                         |  |  |  |  |  |  |  |  |  |  |  |  |  |  |  |
|  |                                         |  |  |  |  |  |  |  |  |  |  |  |  |  |  |  |
|  | 1. Charlotte Stuart                     |  |  |  |  |  |  |  |  |  |  |  |  |  |  |  |
|  |                                         |  |  |  |  |  |  |  |  |  |  |  |  |  |  |  |
|  |                                         |  |  |  |  |  |  |  |  |  |  |  |  |  |  |  |
|  | 12. John Walkinshaw                     |  |  |  |  |  |  |  |  |  |  |  |  |  |  |  |
|  |                                         |  |  |  |  |  |  |  |  |  |  |  |  |  |  |  |
|  |                                         |  |  |  |  |  |  |  |  |  |  |  |  |  |  |  |
|  | 6. John Walkinshaw of Barrowfield       |  |  |  |  |  |  |  |  |  |  |  |  |  |  |  |
|  |                                         |  |  |  |  |  |  |  |  |  |  |  |  |  |  |  |
|  |                                         |  |  |  |  |  |  |  |  |  |  |  |  |  |  |  |
|  | 3. Clementina Walkinshaw                |  |  |  |  |  |  |  |  |  |  |  |  |  |  |  |
|  |                                         |  |  |  |  |  |  |  |  |  |  |  |  |  |  |  |
|  |                                         |  |  |  |  |  |  |  |  |  |  |  |  |  |  |  |
|  | 14. Hugh Paterson (en)                  |  |  |  |  |  |  |  |  |  |  |  |  |  |  |  |
|  |                                         |  |  |  |  |  |  |  |  |  |  |  |  |  |  |  |
|  |                                         |  |  |  |  |  |  |  |  |  |  |  |  |  |  |  |
|  | 7. Katherine Paterson                   |  |  |  |  |  |  |  |  |  |  |  |  |  |  |  |
|  |                                         |  |  |  |  |  |  |  |  |  |  |  |  |  |  |  |
|  |                                         |  |  |  |  |  |  |  |  |  |  |  |  |  |  |  |
|  | 15. Barbara Ruthven                     |  |  |  |  |  |  |  |  |  |  |  |  |  |  |  |
|  |                                         |  |  |  |  |  |  |  |  |  |  |  |  |  |  |  |
|  |                                         |  |  |  |  |  |  |  |  |  |  |  |  |  |  |  |